# Сорсайоки
Сорсайоки — река в Мурманской области России и Финляндии. Правый приток реки Тунтсайоки.
Длина реки составляет 20 км.
Берёт начало на южном склоне горы Якялятунтури в Финляндии. Протекает по лесной, местами заболоченной местности. Питание в основном снеговое. Крупнейший приток Тунтсан-Сорсайоки (слева). Впадает в Тунтсайоки в 109 км от устья на высоте 250 м над уровнем моря.

## Данные водного реестра
По данным государственного водного реестра России относится к Баренцево-Беломорскому бассейновому округу, водохозяйственный участок реки — Ковда от Кумского гидроузла до Иовского гидроузла. Речной бассейн реки — бассейны рек Кольского полуострова и Карелии.
Код объекта в государственном водном реестре — 02020000512102000000924.